# Thelma Leonor Espinal
Thelma Leonor Espinal originaria de Santiago de los Caballeros, República Dominicana. 
Artista destacada de la generación de los 90's, con una reconocida trayectoria y participación en los principales concursos, bienales y exposiciones de arte contemporáneo en su país.
Obteniendo premios y reconocimientos en el área. Con más de 60 exposiciones en República Dominicana, sus trabajos han sido expuestos en países como: España, Argentina, Chile y Suiza.
Realizó su primera individual: 'La casa de todos nosotros' en el 2000 en Casa de Arte, Santiago. Participó en bienales y concursos de arte, tales como: La XX, IX, XVIII y XVII presentación del Concurso de Arte Eduardo E. León Jimenes, la XXII,XVIII,XVIII,XXX Bienal de Artes Visuales del Museo de Arte Moderno Dominicano, La I Bienal de Arte 'Paleta de Níquel' del Museo Cándido Bidó y la participación en exposiciones paralelas a la IV y V Bienal del Caribe, organizada por el Museo de Arte Moderno Dominicano, entre otras. En el 2014, fue finalista seleccionada en la categoría de instalación en la 9.ª edición de Arte Laguna Prize, evento contemporáneo internacional, curador Igor Zanti, Arsenal de Venecia. 
Recientemente fue seleccionada con dos obras, esculturas cerámicas junto a 43 artistas de todo el territorio nacional en 1.er Premio Nacional del Museo Bellapart, 2022-2023. 
Sus obras se encuentran publicadas en importantes tomos de arte, entre ellos: 'Mujer y Arte Dominicano, 1844-2000' y 'Arte dominicano en el contexto histórico', escritos ambos por Jeannette Miller. 'siglo XX en las Artes Visuales Dominicanas'/ 'The XX Century in Dominican Visual Arts', Tomo III, por Cándido Gerón y '1844- 2002, Arte Contemporáneo y No Convencional en República Dominicana', realizado por las críticas de arte: Jeannette Miller y María Urgarte.
Ha recibido importantes reconocimientos y premios, entre ellos, en el 2000: el 'Primer lugar y una Mención de Honor' al 'Concurso Nacional de Pintura Joven' de su país. 2001 - Beca por la Comunidad de Madrid para representar a República Dominicana en el 'Taller Iberoamericano de Pintura', 'Universidad Complutense de Madrid, España.
Es Licenciada en Mercadeo de la Pontificia Universidad Católica Madre y Maestra (PUCMM), con una especialidad de Postgrado en 'Gestión Cultural' por el Ministerio de Cuba y la Universidad Autónoma de Santo Domingo (UASD). Estudió artes visuales en la Escuela de Diseño 'Altos de Chavon' y en la 'Escuela de Bellas Artes Dominicana', así como múltiples cursos de grabado, dibujo y cerámica, con reconocidas profesionales y maestros del arte de su país.
Por 3 años fue 'Directora del Departamento de Artes Visuales del Centro de la Cultura de Santiago', organizando múltiples actividades de esta área en su ciudad, entre ellas más de 90 eventos de arte contemporáneo con el objetivo de aportar a la visibilidad de los artistas del norte del país. 
Por 8 años, del  2007 al 2015, se desempeñó como 'Directora General de la Escuela de Bellas Artes de Santiago, R.D. Escuela de enseñanza artística especializada oficial, dependencia de la Dirección Nacional de Bellas Artes y del Ministerio de Estado de Cultura Dominicana. Llevó a cabo  una transformación curricular, avalada por el Sistema Nacional de Formación Artística Especializada, logrando otorgar a cientos de egresados en su gestión de una certificación a los egresados igual a sus homólogos en Sto Dgo. Además, de crear una agenda de actividades artísticas y educativas permanente, tanto para estudiantes como egresados  de la institución que lograron dinamizar  y re posicionar la Escuela de Santiago y sus aportes. Su gestión gozo de varios reconocimientos de  sus superiores en  Sto Dgo y de la ciudad de Santiago. 
En la actualidad, vive y reside entre  Santiago y Santo Domingo. Donde sigue aportando a la gestión cultural, siendo colaboradora altruista del Centro Leon, el Centro de Convenciones y Cultura Dominicana UTESA, Casa de Arte y otras.
Ha celebrado recientemente sus 25 años en el arte con una gran muestra donde evidencia la gran variedad de materiales que trabaja y la consolidaciónde su propia identidad visual,  titulada :"Dejarse encontrar, reconstruir la utopía" en la Sala principal y una producccion del CCCDUTESA para su ciudad. Del 26 de octubre de 2023 al 20 de enero de 2024. Curada por el artista  Miguel Ramírez y con la museografía del Arq. Ysmael Jiménez, quien le ha acompañado en los diferentes montajes, por más de dos décadas.

## Colecciones de obras
- Colección de Arte Iberoamericano de la Comunidad de Madrid, España.
- Estudio de Arte Molinaro, Argentina.
- Centro Cultural de la Comunidad de las Condes, Chile.
- Grupo E. León Jimenes, Santiago, República Dominicana.
- Casa de Teatro, Santo Domingo, República Dominicana.
- Asociación por el medio ambiente, HELVETAS, República Dominicana y Suiza.
- Colección de Arte Dominicano, Banco Central de la R.D.
- Colección Congreso Nacional, Cámara de Diputados de la R.D.

## Exposiciones individuales
- 2000 'La Casa de Todos Nosotros', Casa de Arte, Santiago de los Caballeros, República Dominicana.
- 2006 'En la isla', Individual Itinerante. Circuito de exposiciones en La Galería Santo Domingo, Punta Cana. República Dominicana. Art Punta Cana y el Centro de la Cultura de Santiago.
- 2009-"Inter-VERSIONES", Galería Principal de Altos de Chavon, La Romana, R.D.
- 2013-"Del Sur Caribe", selección pequeño formato, Galería María Elena Kravetz, Argentina.
- 2017-Obras recientes, Casa de la Cultura de La Vega. Curaduría Danilo de los Santos.
- 2023-Junto al importante  Centro de Convenciones y Cultura de Utesa, Santiago, organizan la celebración de sus 25 años de trayectoria. Con la apertura de su séptima individual en su ciudad natal.

Titulada: "Dejarse encontrar, reconstruir la utopía".
Donde la artista propone al espectador a redescubrirse a través de su viaje creativo, trazando un puente entre la Thelma del 2000 y la actual.
Solo show más importante de la artista, que muestra la versatilidad de medios  y discurso polivalente de su obra que van desde la pintura, cerámicas hasta sus más recientes esculturas en acero.
Sala A- Centro de Convenciones y Cultura Dominicana de Utesa, Santiago, Rep. Dominicana. Oct. 2023

## Colectivas, Bienales, Otros
- 2008 '30 ACCIONES/ Muestra del Taller Experimental de Performance por el maestro mexicano Pancho López'. Presentación del performance: 'Bendición Potásica' en La 37 por Las Tablas, Santiago.
- 2007 'Prisma', exposición multidisciplinaria del Colectivo Ojos Urbanos, Sala de Exposiciones, Escuela de Bellas Artes de Santiago.
- 2006 Pinturas pequeño formato. Revista ARTES SANTO DOMINGO. Arte Berry, Santo Domingo.
- 2006 Colectiva de dibujo 'Homenaje a Domingo Liz'. Museo de Dibujo Contemporáneo, MUDIC- STO DGO.
- 2006- III Trienal Internacional del Tile, Fundación Igneri. Museo de Arte Moderno de Santo Domingo.
- 2006- 'Arte por el piso', colectiva de instalaciones Arte Abierto, Politécnico Loyola, San Cristóbal.
- 2006 'Conexiones', exposición colectiva apertura ALINKA, galería de arte, Santo Domingo.
- 2005 Selección a la I Bienal de Arte 'Paleta de Níquel', Museo Cándido Bidó, Bonao.
- 2005 Selección a la 23 Bienal de Artes Visuales del Museo de Arte Moderno de Santo Domingo. 2005
- 2005 Exposición Colectiva 'Mujeres, Obras Contemporáneas', Centro de la Cultura de Santiago.
- 2004 Selección a la XX Bienal E. León Jimenes, Centro León, Santiago.
- 2004 Colectiva de Artistas Jóvenes, Art Contemporary. Room, Acropolis Center, Santo Domingo.
- 2004 'Homenaje a Neruda', Expo- colectiva presentada en la Feria Internacional del Libro 2004, Casa de Teatro y Embajada de Chile en Santo Domingo.
- 2004 Expo-colectiva por el V Aniversario de Casa de la Cultura, Puerto Plata.
- 2003 Participación en 'Proyecto Paraguas', Argentina.
- 2003 Selección a la XXII Bienal Nacional de Artes Visuales, Museo de Arte Moderno de Santo Domingo, República Dominicana.
- 2003 Expo-colectiva 'Cara o Cruz' paralela a la V Bienal del Caribe. Alianza Francesa y Museo de Arte Moderno de Santo Domingo.
- 2003 Coordinadora de Artes Visuales en el IX Festival de los Artistas, 'Arte Vivo 2003'. Organización y participación de las exposiciones de: Pintura, Dibujo y Escultura, Instalaciones, Performances, Forums y otras manifestaciones sobre el Arte Contemporáneo de los artistas de la ciudad de Santiago.
- 2003 Participación en el XVI Certamen de Minicuadros, Museo del Calzado, Elda Alicante, España.
- 2002 Selección a la IXX Bienal de Arte Eduardo León Jimenes, Gran Teatro del Cibao, Santiago, República Dominicana
- 2002 Expo-colectiva de pintura, Festival de Arte Vivo, Centro de La Cultura, Santiago, República Dominicana.
- 2002 'Salones Paralelos', expo-colectiva, Casa de Arte, Santiago.
- 2002 '27 acciones de libertad', Arte Contemporáneo Dominicano. 27 artistas por el 27 Aniversario del Colegio de Artistas Plásticos, Salones del CODAP, Santo Domingo, República Dominicana.
- 2002 '23 grados mínimo, 30 grados máximo', Arte actual en República Dominicana, exposiciones en : Casa de la Cultura, Puerto Plata y Casa de Teatro en Santo Domingo.
- 2001 Participación a la IV Bienal del Caribe del Museo de Arte Moderno de Sto Dgo con: 'Proyecto Maletas', exposición paralela. Colectiva Internacional, Sto Dgo y Argentina.
- 2001 Exposición–Taller Iberoamericano de Pintura. Colectiva Internacional, Recinto Ferial Juan Carlos I, Madrid, España.
- 2001 'Link-Age', Muestra Internacional de Arte Participativo On- Line y Off-Line, Recinto Ferial Juan Carlos I, Madrid, España.
- 2001 'Homenaje a Leo Núñez', Casa de Teatro, Sto Dgo.
- 2001 '12 Meridianos', Colectiva de artistas jóvenes, Casa de Arte, Santiago.
- 2001 'Artistas Contemporáneos de la ciudad de Santiago', Casa de la Cultura, Palacio Consistorial, Santiago de Los Caballeros, República Dominicana.
- 2001 Selección 'Primer Concurso de la Gesta Heroica en Sto Dgo', Fuerzas Armadas de la República Dominicana, Palacio de Bellas Artes, Sto. Dgo y Teatro del Cibao, Santiago de Los Caballeros.
- 2001 'Chocolate con Espuma, Arte Contemporáneo en Boca Marina', 8 artistas por el Proyecto Cultural 'La Chocolatera', Boca Marina, Boca Chica, República Dominicana.
- 2000 Selección a la XVIII Bienal de Arte Eduardo León Jimenes, Teatro del Cibao, Santiago, República Dominicana.
- 2000 Exposición ganadores del Concurso Nacional de Pintura a Favor del Medio Ambiente, Casa de Arte en Santiago, Casa de Teatro en Santo Domingo, y Catedral Grossmúster en Zúrich , Suiza.
- 2000 'Propuesta 0, 12 Artistas por la Utopía', Recinto, Santiago de Los Caballeros, República Dominicana.
- 2000 'La Fortaleza del Arte Contemporáneo', 13 artistas instaladores, intervención a la Fortaleza San Felipe, Festival Cálido-Invierno, Puerto Plata, República Dominicana.
- 2000 'Mujeres x mujeres', 13 artistas por el Día Internacional de la Mujer, Casa de Arte, Santiago.
- 2000 'Memoria de un Carnaval', Casa de Teatro, Santo Domingo, República Dominicana.
- 2000 XXXVI Concurso Arte Gráfico E. León Jimenes, Palacio Consistorial, Santiago.
- 1999 Selección al Concurso Nacional de Pintura Joven 'Agua Color de Vida', Helvetas y Casa de Teatro, Santo Domingo, República Dominicana.
- 1999 Exposición de estudiantes de fin de año, Escuela de Bellas Artes, Santiago, República Dominicana.
- 1999 Selección a la XVII Bienal de Arte Eduardo León Jimenes, Gran Teatro del Cibao, Casa Rodrigo de Bastidas, Santo Domingo, República Dominicana.
- 1998 'Concurso de Pintura 25 Aniversario de la Comisión Latinoamericana de Aviación Civil', Dirección General de Aeronáutica Civil, Palacio de Bellas Artes, Santo Domingo, República Dominicana.
- 1998 '15 x 15', Quince artistas con motivo del decimoquinto aniversario de Casa de Arte, Santiago, República Dominicana.
- 1998 'Gráfica en Ciudad Corazón', exposición de grabados, Casa de Arte, Santiago, República Dominicana.
- 1998 'Detrás del Silencio, 7 artistas por el Día Internacional de La Mujer', Centro de La Cultura, Sala Yoryi Morel, Santiago, República Dominicana.

## Reconocimientos, Premios, Becas
- 2000 Primer lugar y una Mención de Honor en el 'Concurso Nacional de Pintura Joven a favor del Medio Ambiente', organizado por Helvetas (Asociación para la Cooperación Internacional). Exposiciones en: Casa de Arte, Santiago, Casa de Teatro,  Santo Domingo y en Grossmúster, Zúrich Suiza.
- 2001 Beca para participar en el Taller-Exposición de Pintura Iberoamericana, Universidad Complutence de Madrid, España.
- 2001 Nominación de la Asociación Dominicana de Críticos de Arte, por mejor individual de un artista joven, Santo Domingo, República Dominicana.
- 2001 Tercer lugar 'I Concurso de Pintura Las Américas', Casa de Teatro, Santo Domingo, República Dominicana.
- 2002 Primera Mención, 'II Concurso de Pintura Las Américas', Casa de Teatro, Santo Domingo.